# Свартальвахейм
Свартальвахейм (др.-сканд. Svartalf[a]heim — букв. Дом чёрных альвов) — один из миров в германо-скандинавской мифологии, родина двергов.
Свартальвахейм был создан асами в одно время с Альвхеймом. Асы создали этот мир для двергов, которых они сотворили из червей, появившихся в мясе Имира. (Из мяса великана была сделана земля Мидгарда)
«Затем сели боги на своих престолах и держали совет и вспомнили о карликах, что завелись в почве и глубоко в земле, подобно червям в мертвом теле. Карлики зародились сначала в теле Имира, были они и вправду червями. Но по воле богов они обрели человеческий разум и приняли облик людей. Живут они, однако ж, в земле и в камнях. Был старший Модсогнир, а второй — Дурин.»

(Младшая Эдда, Видение Гюльви).
Свартальвахейм располагается между Мидгардом и Хельхеймом.